# Chąśno (gmina)
Pour les articles homonymes, voir Chąśno.
Chąśno est une gmina (commune) rurale (gmina wiejska) du powiat de Łowicz, dans la Łódź, dans le centre de la Pologne.
Son siège administratif (chef-lieu) est le village de Chąśno, qui se situe environ 12 kilomètres au nord de Łowicz (siège du powiat) et 57 kilomètres au nord-est de la capitale régionale Łódź (capitale de la voïvodie).
La gmina couvre une superficie de 71,81 km2 pour une population de 3 205 habitants en 2006.

## Histoire
De 1975 à 1998, la gmina est attachée administrativement à la voïvodie de Skierniewice.

Depuis 1999, elle fait partie de la voïvodie de Łódź.

## Géographie
La gmina inclut les villages et localités de :
- Błędów
- Chąśno
- Goleńsko
- Karnków
- Karsznice Duże
- Karsznice Małe
- Marianka
- Mastki
- Niespusza-Wieś
- Nowa Niespusza
- Przemysłów
- Sierżniki
- Skowroda Północna
- Skowroda Południowa
- Wyborów

### Gminy voisines
La gmina de Chąśno est voisine de:

la ville de:
- Łowicz

et les gminy de:
- Kiernozia
- Kocierzew Południowy
- Łowicz
- Zduny

## Structure du terrain
D'après les données de 2007, la superficie de la commune de Chąśno est de 71,81 kilomètres carrés, répartis comme telle :
- terres agricoles : 93 %
- forêts : 1 %

La commune représente 7,27 % de la superficie du powiat.

## Démographie
Données du 31 décembre 2007 :
| Description        | Total  | Total | Femmes | Femmes | Hommes | Hommes |
| ------------------ | ------ | ----- | ------ | ------ | ------ | ------ |
| Unité              | Nombre | %     | Nombre | %      | Nombre | %      |
| Population         | 3 170  | 100   | 1 564  | 49,3   | 1 606  | 50,7   |
| Densité (hab./km²) | 44     | 44    | 22     | 22     | 22     | 22     |